# Ksenija Marinković
Ksenija Marinković (Virovitica, 18. travnja 1966.), hrvatska je kazališna, televizijska i filmska glumica.

## Životopis
Rođena 18. travnja 1966. godine u Virovitici. Godine 1988. diplomirala na Akademiji dramske umjetnosti u Zagrebu. Članica ansambla Zagrebačkog kazališta mladih od 1989. godine. Sudjelovala u pedesetak predstava Zagrebačkog kazališta mladih. Osim u ZKM-u, nastupala u Histrionima, Teatru &TD Ulysses teatru na Brijunima, u GDK Gavella te u mnogim nezavisnim kazališnim družinama. Od početka sezone 2015./16. angažirana je kao prvakinja Drame Hrvatskoga narodnog kazališta u Zagrebu. Bila je devet godina u braku sa šest godina mlađim glumcem i kolegom Kristijanom Ugrinom s kojim ima djecu Kosta Kaiju i Koranu. Naime, do razvoda je došlo 2005. godine jer se Kristijan zaljubio u Splićanku Tamaru Pundu. Iako je izjavila kako je tijekom njihovog braka Kristijan vodio paralelni život, što je ujedno dovelo i do emocionalne distance prije razvoda, oprostila mu je sve budući da ona sada ima svoj život. Bivši supružnici nastavili su glumiti u istom kazalištu te nemaju problema sa surađivanjem na zajedničkim predstavama.
Na 71. redovnoj Skupštini Hrvatskog društva filmskih djelatnika izabrana je na funkciju predsjednice za mandatno razdoblje od 2021. do 2023.
Jedna od dvadeset potpisnika pisma upućenog zagrebačkom gradonačelniku Milanu Bandiću, u kojemu izražavaju svoju zabrinutost imenovanjem Zlatka Hasanbegovića članom Kazališnog vijeća HNK Zagreb.

## Filmografija

### Televizijske uloge
- "Oblak u službi zakona" kao Greta (2022.)
- "Metropolitanci" kao Violeta Turković (2022.)
- "Crno-bijeli svijet" kao Estera (2019.)
- "Ko te šiša" kao Božica Rezek (2018.)
- "Da sam ja netko" kao medicinska sestra (2015.)
- "Lud, zbunjen, normalan" kao Ruža Vranickova (2015.)
- "Počivali u miru" kao Dijana (2013.)
- "Nedjeljom ujutro, subotom navečer" kao Filipova mama (2012.)
- "Provodi i sprovodi" kao Ksenija Vajs-Ćalasan (2011. – 2012.)
- "Stipe u gostima" kao Neda Šoštarić (2008. – 2012.)
- "Hitna 94" kao Kaja (2008.)
- "Operacija Kajman" kao Ankica Margetić (2007.)
- "Odmori se, zaslužio si" kao Melita Bajs (2006. – 2013.)
- "Kazalište u kući" kao Melanija Matačić-Kurelec (2006. – 2007.)
- "Bumerang" kao Sofija (2005. – 2006.)
- "Bitange i princeze" kao unuka (2005.)
- "Žutokljunac" kao Marica (2005.)
- "Kad zvoni?" kao Igorova mama (2005.)
- "Naša mala klinika" kao gđa Žalbić (2005.)

### Filmske uloge
- "F20" (2018.)
- "Ustav Republike Hrvatske" kao Maja Samardžić (2016.)
- "Ministarstvo ljubavi" kao brigadirka Rukavina (2016.)
- "S one strane" kao Vesna (2016.)
- "Sve najbolje" kao Verica (2016.)
- "Život je truba" kao Klara (2015.)
- "All Inclusive" kao Alicia (2014.)
- "Šuti" kao Ksenija (2013.)
- "Košnice" (2012.)
- "Djeca jeseni" kao Mirjana (2012.)
- "Ljudožder vegetarijanac" kao pacijentica Švarc (2012.)
- "Korak po korak" kao Vjera Kralj (2011.)
- "Soba 304" kao Elira (2011.)
- "Neka ostane među nama" kao Marta (2010.)
- "Ta tvoja ruka mala" (2009.)
- "Metastaze" kao Kizina majka (2009.)
- "Iza stakla" kao medicinska sestra (2008.)
- "Moram spavat', anđele" kao Biljana (2007.)
- "Pravo čudo" kao konobarica (2007.)
- "Pjevajte nešto ljubavno" kao Emica (2007.)
- "Gospođa za prije" kao fotomodel (2007.)
- "Snivaj zlato moje" kao teta Nadica (2005.)
- "Lopovi prve klase" kao psihologica (2005.)
- "Priča o predmetu, boji... i snu" kao žena (2004.)
- "Seks, piće i krvoproliće" (2004.)
- "Sto minuta Slave" kao gđa. Ridlich (2004.)
- "Mathilde" kao hrvatska kapetanica (2004.)
- "Kasni ručak" (2002.)
- "Kraljica noći" kao Ljubica (2001.)
- "Sami" (2001.)
- "Nebo, sateliti" kao Mrvica (2000.)
- "Crvena prašina" kao liječnica (1999.)
- "Tri muškarca Melite Žganjer" kao Maca (1998.)
- "Rusko meso" (1997.)
- "Puška za uspavljivanje" kao gitaristica (1997.)
- "Prepoznavanje" kao trgovkinja (1996.)
- "Noć za slušanje" (1995.)
- "Između Zaglula i Zaharijusa" (1994.)
- "Svaki put kad se rastajemo" kao upraviteljica (1994.)
- "Dok nitko ne gleda" (1992.)
- "Jecarji" kao Kristina (1990.)
- "Fatal Sky" kao stjuardesa (1990.)
- "Eksperiment" (1990.)
- "Krvopijci" (1989.)
- "Mjesec u djevici" (1988.)

### Kazališne uloge

#### ZKM[4]
- Draga Elena Sergejevna, Ljudmila Razumovska, red. Edvin Liverić, uloga: Elena Sergejevna, 05.02.2005.
- Ana Karenjina, Lav Nikolajevič Tolstoj, red. Vasilij Senjin, uloga: Darja Aleksandrovna Oblonska (Dolly), 19.03.2005.
- Vrata do, po motivima pripovijetke Jedanaest uboda ljutnje Svjetlana Lacka Vidulića, red. Rene Medvešek, 17.12.2005.
- S druge strane, Nataša Rajković i Bobo Jelčić, red. Nataša Rajković i Bobo Jelčić, 21.06.2006.
- Veliki Gatsby, Francis Scott Fitzgerald, red. Ivica Buljan, uloga: Myrtle Wilson, 12.05.2007.
- Krijesnice, Tena Štivičić, red. Janusz Kica, uloga: Žana, 27.10.2007.
- Polet, Gilles Granouillet, red. Jean-Claude Berutti, uloga: Justina, 06.12.2008.
- Zagrebački pentagram, Filip Šovagović, Igor Rajki, Nina Mitrović, Damir Karakaš, Ivan Vidić, red. Paolo Magelli, 28.03.2009.
- Sedam dana u Zagrebu, Tena Štivičić, red. Tijana Zinajić, 13.06.2009.
- Garaža, Zdenko Mesarić, red. Ivica Buljan, uloga: Majka, Helga u garaži, Eutanazijska političarka, 13.02.2010.
- Buđenje proljeća, po motivima Franka Wedekinda, red. Oliver Frljić, uoga: Časna sestra, gospođa Bergman, 22.05.2010.
- Ružno pače, Ivor Martinić prema bajci Hansa Christiana Andersena, red. Robert Waltl, uloga: Patka Španjolka / Starica, 08.05.2011.
- Moj sin samo malo sporije hoda, Ivor Martinić, red. Janusz Kica, uloga: Mia, praizvedba 26.11.2011. u ZKM-u
- Idiot, Fjodor Mihajlovič Dostojevski, red. Ivan Popovski, uloga: Elizaveta Prokofjevna, 01.04.2012.
- Žuta crta, Juli Zeh i Charlotte Roos, red. Ivica Buljan, uloga: Pokroviteljica aukcije, Graditeljica ograda, 13.10.2012.
- Žena bez tijela, Mate Matišić, red. Božidar Violić, uloga: Ema, 10.11.2012.
- Leda, Miroslav Krleža, red. Anica Tomić, uloga: Klara, 23.11.2012. u ZKM-u
- Galeb, Anton Pavlovič Čehov, red. Bobo Jelčić, uloga: Irina Nikolajevna Arkadina, 26.01.2013.
- Bergmanove žene, Nikolaj Rudkovski, red. Jean-Claude Berutti, uloga: Medicinska sestra Liv, 05.04.2013.
- Kako smo preživjele, po motivima eseja Slavenke Drakulić i pričama glumica, red. Dino Mustafić, 08.05.2014.

#### HNK[5]
- Bella figura, Yasmina Reza, red. Boris Liješević, uloga: Yvonne Blum, 06.11.2015.
- Tri zime, Tena Štivičić, red. Ivica Buljan, uloga: Maša Kos, 30.04.2016.
- Ljudi od voska, Mate Matišić, red. Janusz Kica, uloga: Jevresa, 30.12.2016.
- Ivanov, Anton Pavlovič Čehov, red. Eimuntas Nekrošius, uloga: Avdotja, Nazarovna, 05.05.2017.
- Ciganin, ali najljepši, Kristian Novak, red. Ivica Buljan, uloga: Fanika starija, 30.12.2017.
- Peer Gynt, Henrik Ibsen, red. Erik Ulfsby, uloga: Åse, 20.04.2018.
- Mačka na vrućem limenom krovu, Tennessee Williams, red. Paolo Magelli, uloga: Mama Pollitt, 13.10.2018.
- Kafka na žalu, temeljeno na djelu Harukija Murakamija u adaptaciji Franka Galatija, red. Ivica Buljan, uloga: Otsuka, 18.09.2020.
- Aretej, Miroslav Krleža, red. Ivica Buljan, uloga: Apatritkinja B, 08.06.2021.
- U agoniji, Miroslav Krleža, red. Ivica Buljan, uloga: Grofica Madeleine Petrovna, 09.06.2021.
- Genijalna prijateljica, Elena Ferrante, red. Marina Pejnović, uloga: Olivera/Nella, 30.12.2021.
- Povijest pčela, Maja Lunde, red. Erik Ulfsby, uloga: Emma, 11.03.2022.

### Sinkronizacija
- "DC Liga Super-ljubimaca" kao Lulu (2022.)
- "Monstermania" kao gospođa Koka (2021.)
- "Priča o igračkama 3" (2010.)
- "Grom" (2008.)
- "Horton" kao Klokanica (2008.)
- "101 dalmatinac" (2008.)
- "Obitelj Robinson" kao Mildred (2007.)
- "Ružno pače i ja" kao Esmeralda (2006.)

## Nagrade
- Nagrada Zlatni smijeh za ulogu Hanke u predstavi Zaštićena zona Dušana Jovanovića, 2002.
- Nagrada Marul za glumačko ostvarenje u predstavi S druge strane Nataše Rajković i Bobe Jelčića, 2007.
- Nagrada 'Veljko Maričić' za najbolju žensku ulogu u predstavi S druge strane, 2007.
- Vjesnikova nagrada 'Dubravko Dujšin' za ulogu u predstavi S druge strane, 2007. godine.
- Zlatna arena za glavnu žensku ulogu na pulskom filmskom festivalu 2016. godine, za ulogu Vesne u filmu S one strane redatelja Zrinka Ogreste.
- Nagrada Veljko Maričić na 23. Međunarodnom festivalu malih scena u Rijeci za najbolju epizodnu ulogu, za ulogu Yvonne Blum u predstavi Bella figura u režiji Borisa Liješevića i izvedbi Drame HNK u Zagrebu, 2016.
- Nagrada Story Hall of Fame 2017. za najbolju glumicu godine za ulogu Jevrese u predstavi Ljudi od voska Mate Matišića u režiji Janusza Kice i izvedbi Drame HNK u Zagrebu, 2017.
- Nagrada Ivo Serdar za ulogu najbolje prihvaćenu od publike na 41. danima satire Fadila Hadžića za ulogu Jevrese, u predstavi Ljudi od voska Mate Matišića u režiji Janusza Kice i izvedbi Drame HNK u Zagrebu, 2017.

## Vanjske poveznice
- Ksenija Marinković u internetskoj bazi filmova IMDb-u (engl.)
- Stranica na ZKM.hr  Arhivirana inačica izvorne stranice od 17. prosinca 2014. (Wayback Machine)
- Službena stranica na internetskoj stranici Hrvatskog narodnog kazališta